# Fantasy Bra

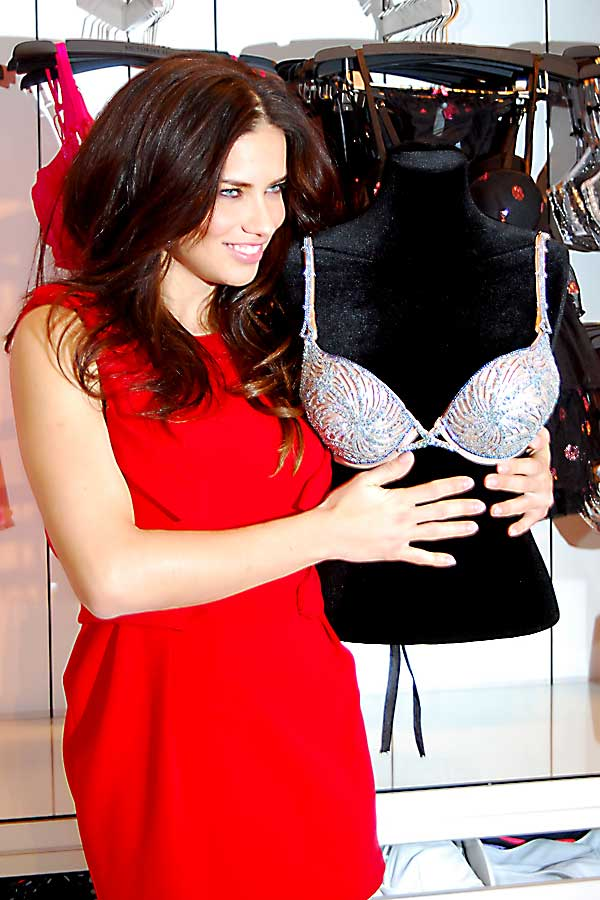
Adriana Lima mit dem Bombshell Fantasy Bra 2010

Der Fantasy Bra (‚Fantasie-Büstenhalter‘) ist ein juwelenbesetzter BH, der von 2001 bis 2018 als Höhepunkt der jährlichen Victoria’s Secret Fashion Show der US-amerikanischen Modemarke Victoria’s Secret präsentiert wurde.

## Geschichte
Seit 1996 betraute Victoria’s Secret jährlich einen Juwelier oder Schmuckdesigner damit, den hochpreisigen Fantasy Bra zu entwerfen. Wurde der BH zunächst nur im Katalog von Victoria’s Secret angeboten, war er seit 2001 Herzstück der im Fernsehen übertragenen Fashion Shows. Unter den Models der Fashion Show, den Victoria’s Secret Angels, wurde alljährlich eine Frau gekürt, die den Fantasy Bra präsentierte.
Heidi Klum und Adriana Lima waren bei drei Fashionshows Trägerinnen des Fantasy Bra; Gisele Bündchen, Tyra Banks, Karolína Kurková und Alessandra Ambrosio trugen ihn in zwei Shows. Der 12,5 Millionen Dollar teure Heavenly Star Bra aus dem Jahr 2001 ist im Guinness-Buch der Rekorde als wertvollster BH verzeichnet.
Nach Kritik an der Modemarke und sinkenden Zuschauerzahlen setzte 2019 die Fashionshow und damit auch die Produktion des Fantasy Bras zunächst aus; 2021 wurde das endgültige Ende der Veranstaltungsreihe bekanntgegeben.

## Luxusaccessoire und Ladenhüter

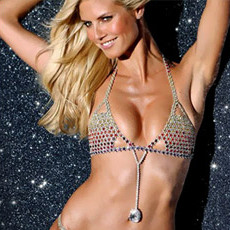
Heidi Klum mit dem The Very Sexy Fantasy Bra von 2003

Der Fantasy Bra wurde von Victoria’s Secret als das „ultimative Weihnachtsgeschenk“ angepriesen und  regulär im Katalog zum Kauf angeboten. Verkauft worden sind jedoch seit der ersten Auflage 1996 nur die Exemplare aus den Jahren 2004 und 2012. Obwohl die Fantasy Bras damit faktisch Ladenhüter waren, erfüllten sie wichtige Marketing- und Verkaufsfunktionen. 
Im Katalog bildete das millionenschwere Prunkstück das obere Ende der Preisskala und verschob damit für den Kunden den preislichen Referenzrahmen nach oben: Im Vergleich erschien ein BH für 100 Dollar plötzlich äußerst günstig. In den ersten Jahren verstärkte sich dieser Effekt noch dadurch, dass die Fantasy Bras von Jahr zu Jahr teurer wurden, bis im Jahr 2000 ein Kaufpreis von 15 Millionen Dollar erreicht war. Seither – der Fantasy Bra war inzwischen als alltagskulturelles Event fest etabliert – sanken die Preise wieder, bis auf zwei Millionen Dollar im Jahr 2010. Einen wirtschaftlichen Verlust erlitt Victoria’s Secret in keinem Fall, denn die Juwelen konnten weiterverwendet werden.
Neben den Fantasy Bras brachte Victoria’s Secret noch weitere exklusive Fantasy Gifts (‚Fantasie-Geschenke‘) heraus, zum Beispiel luxuriöse Abenteuer-Safaris. Alle diese Fantasy Gifts waren sehr teuer und luxuriös und damit letztlich für die Kunden unerschwinglich. Bewusst spielte die Marke dabei mit der Grenze guten Geschmacks und der Faszination für das Absurde.
In der feministischen Literatur wurde kritisiert, dass die Fantasy Bras sich weniger an potenzielle Käuferinnen richteten, als eine Fantasiewelt für heterosexuelle Männer konstruierten, in der leichtbekleidete Frauen sich als Konsumgüter anpreisen. Der Fantasy Bra stelle sich damit als Bindeglied zwischen zwei Symbolen männlicher Macht dar: Besitzergreifung weiblicher Sexualität und Reichtum. Eine vergleichbare Ausdrucksform dieser Machtsymbolik seien diamantenbesetzte Verlobungsringe.

## EinzelneFantasy Bras

### Fantasy Bra2010 („The Bombshell“)
Der Fantasy Bra 2010 trug den Titel „The Bombshell“ (‚Granate‘, der Ausdruck Bombshell Girl bezeichnet eine Art Pin-Up). Der Entwurf für den cognacfabenen BH stammte von der Schmuckmanufaktur Damiani, die auch schon den Fantasy Bra 2009 entworfen hatte. Auf den mit Bügeln geformten Cups waren auf einem feinen Goldnetz 2355 weiße und cognacfarbene Diamanten im Harlekinmuster angeordnet. Beide Cups waren durch gekreuzte diamantenbesetzte Bändchen verbunden, die auch die Träger des BHs zierten, in der Mitte thronte ein herzförmiger 16-Karat-Diamant. Die Anfertigung des insgesamt 60-Karat-Diamanten, 82 Karat blaue Saphire und blaue Topase schweren Modells erforderte 1500 Arbeitsstunden durch sechs Juweliere. Der Bombshell Fantasy Bra wurde im Katalog und auf der jährlichen Fashionshow vom Model Adriana Lima präsentiert und kostete zwei Millionen Dollar.

### Fantasy Bra2011 („Treasure“)
Der Fantasy Bra 2011 mit dem Titel „Treasure“ (Schatz) wurde von dem New Yorker Juwelierhaus London Jewelers entworfen. In mehr als 500 Arbeitsstunden wurden fast 3400 Perlen und Edelsteine, darunter weiße und gelbe Diamanten, Citrine und Aquamarine, in 18-karätigem Gelb- und Weißgold gefasst und in den hell türkisfarbenen Push-Up-Büstenhalter eingearbeitet. Es handelt sich um ein Modell mit Metallbügeln, wobei die Cups an der Oberkante in zwei Zacken ausliefen. Die Kanten der Cups sowie die Träger waren mit Reihen von weißen Perlen besetzt, die Cups zusätzlich mit einem floralen Muster aus Perlen und Edelsteinen bestickt. 
Am Trägeransatz befand sich je ein gelber Diamant. Der Anhänger in der Mitte des BHs war mit zwei großen weißen (8 Karat) und gelben (14 Karat) untereinander angeordneten Diamanten besetzt und lief in einer Quaste aus Perlen- und Edelsteinschnüren in Weiß und Helltürkis aus. Je zwei weitere Perlenschnüre verliefen unterhalb des eigentlichen BHs von dessen Mitte bis zum Verschluss am Rücken. Das Rückenteil des BHs war ansonsten nicht verziert. Alle verarbeiteten Diamanten zusammen ergaben über 142 Karat. In der Show wurde der Fantasy Bra 2011, der einen Preis von 2,5 Mio. Dollar hatte, von dem australischen Model Miranda Kerr getragen.

## Liste aller Fantasy Bras
| Jahr | Name                   | Model                              | Preis          | Designer          | Bei Fashion Show gezeigt | Einzelnachweis Link zu Abbildung |
| ---- | ---------------------- | ---------------------------------- | -------------- | ----------------- | ------------------------ | -------------------------------- |
| 1996 | Million Dollar Miracle | Claudia Schiffer                   | 1 Mio. USD     |                   | nein                     | [ 13 ]                           |
| 1997 | Diamond Dream          | Tyra Banks                         | 3 Mio. USD     | Harry Winston     | nein                     | [ 14 ]                           |
| 1998 | Dream Angel            | Daniela Peštová                    | 5 Mio. USD     | Janis Savitt      | nein                     | [ 14 ]                           |
| 1999 | Millennium             | Heidi Klum                         | 10 Mio. USD    |                   | nein                     | [ 1 ]                            |
| 2000 | Red Hot/Panties        | Gisele Bündchen                    | 15 Mio. USD    |                   | nein                     | [ 15 ]                           |
| 2001 | Heavenly Star          | Heidi Klum                         | 12,5 Mio. USD  | Mouawad           | ja                       | [ 16 ] [ 14 ]                    |
| 2002 | Star of Victoria       | Karolína Kurková                   | 10 Mio. USD    | Mouawad           | ja                       | [ 14 ]                           |
| 2003 | Very Sexy              | Heidi Klum                         | 11 Mio. USD    | Mouawad           | ja                       | [ 17 ] [ 18 ]                    |
| 2004 | Heavenly „70“          | Tyra Banks                         | 10 Mio. USD    | Mouawad           | nein                     | [ 19 ] [ 14 ]                    |
| 2005 | Sexy Splendor          | Gisele Bündchen                    | 12,5 Mio. USD  | Mouawad           | ja                       | [ 20 ] [ 14 ]                    |
| 2006 | Hearts On Fire Diamond | Karolína Kurková                   | 6,5 Mio. USD   | Hearts on Fire    | ja                       | [ 21 ]                           |
| 2007 | Holiday                | Selita Ebanks                      | 4,5 Mio. USD   | Mouawad           | ja                       | [ 22 ] [ 14 ]                    |
| 2008 | Black Diamond Miracle  | Adriana Lima                       | 5 Mio. USD     | Martin Katz       | ja                       |                                  |
| 2009 | Harlequin              | Marisa Miller                      | 3 Mio. USD     | Damiani           | ja                       | [ 23 ]                           |
| 2010 | Bombshell              | Adriana Lima                       | 2 Mio. USD     | Damiani           | ja                       | [ 10 ]                           |
| 2011 | Treasure               | Miranda Kerr                       | 2,5 Mio. USD   | London Jewelers   | ja                       | [ 11 ]                           |
| 2012 | Floral                 | Alessandra Ambrosio                | 2,5 Mio. USD   | London Jewelers   | ja                       |                                  |
| 2013 | Royal                  | Candice Swanepoel                  | 10 Mio. USD    | Mouawad           | ja                       | [ 24 ]                           |
| 2014 | Dream Angels           | Adriana Lima & Alessandra Ambrosio | 2 × 2 Mio. USD | Mouawad           | ja                       | [ 25 ]                           |
| 2015 | Fireworks              | Lily Aldridge                      | 2 Mio. USD     | Mouawad           | ja                       | [ 26 ]                           |
| 2016 | Bright Night           | Jasmine Tookes                     | 3 Mio. USD     | Eddie Borgo       | ja                       | [ 27 ]                           |
| 2017 | Champagne Nights       | Lais Ribeiro                       | 2 Mio. USD     | Mouawad           | ja                       | [ 28 ]                           |
| 2018 | Dream Angel            | Elsa Hosk                          | 1 Mio. USD     | Atelier Swarovski | ja                       | [ 29 ]                           |